# John Lewis Krimmel
John Lewis Krimmel (Württemberg, 30 de maig de 1786 - Germantown (Filadèlfia), 15 de juliol de 1821), de vegades nomenat «l'Hogarth americà» va ser un pintor estatunidenc.

## Biografia
Nascut a Alemanya, va emigrar a Filadèlfia el 1809 i aviat es va convertir en membre de la Pennsylvània Academy of the Fine Arts. Inicialment va estar influït per l'escocès David Wilkie, l'anglès William Hogarth i el nord-americà Benjamin West, Krimmel es va especialitzar en escenes i esdeveniments de la vida quotidiana. Va morir en un accident de natació a l'edat de 35.

## Obra

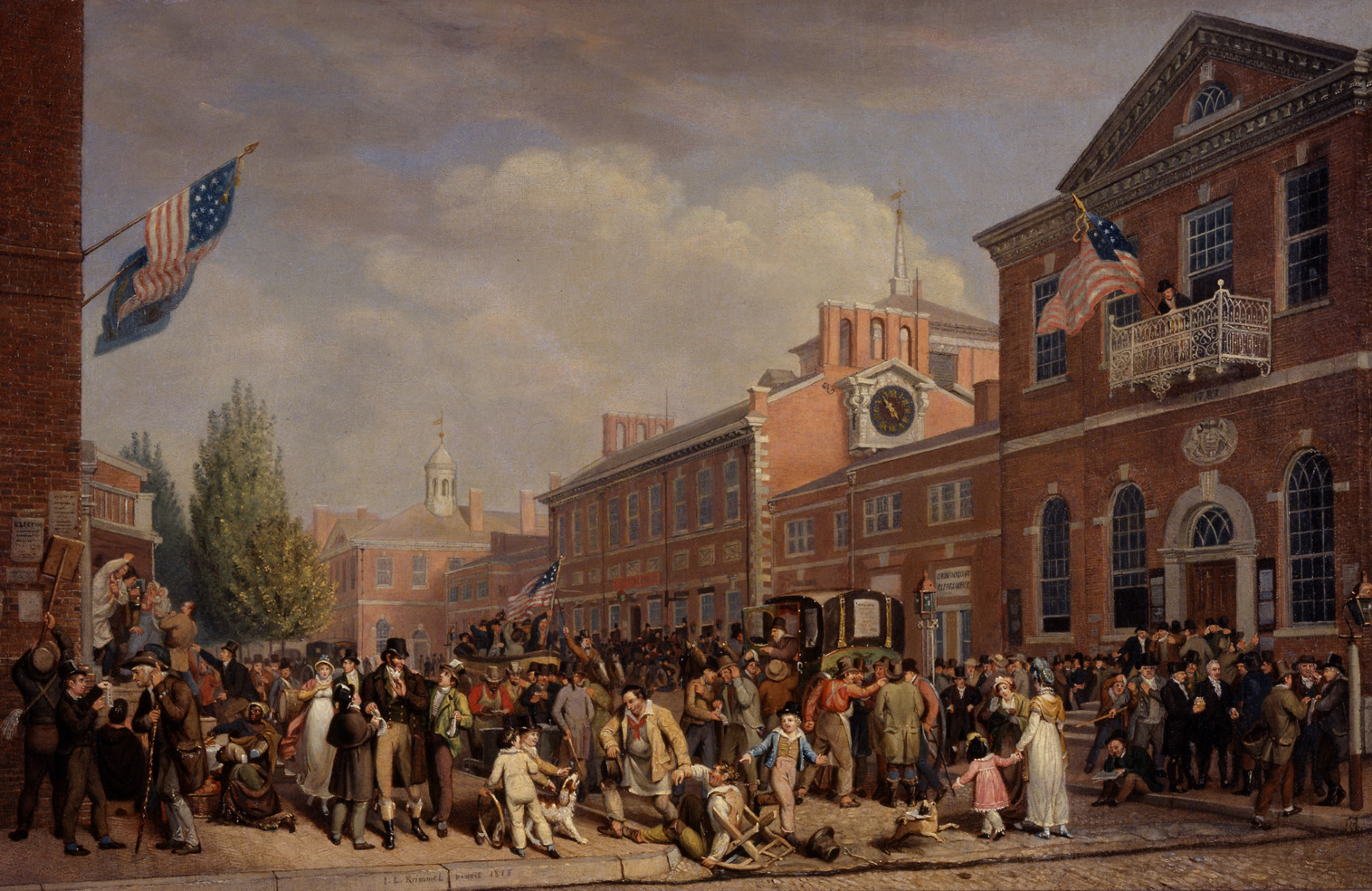
Dia de les eleccions de 1815, potser l'obra més coneguda del pintor.

La seva primera pintura que va despertar l'interès del públic va ser Pepper Pot : una escena en el mercat de Filadèlfia el 1811. Aquesta pintura a l'oli mostrava a una dona negra amb bols i la singular sopa picant de Filadèlfia que lliurava als clients blancs de diferents edats i classes socials. Aquesta escena de gènere va ser seguida per moltes més en els seus quaderns d'esbossos i llenços com Blind Man Buff (1814) i Country Wedding (1814).
Pavel Svinin, un escriptor i artista rus estant en una missió diplomàtica a Filadèlfia va comprar entre 1811 i 1813 prop de 14 d'aquests esbossos i les va presentar a Rússia com a pintures seves, junt amb altres realitzadas per ell mateix de típiques escenes americanes. Les fotografies de la «cartera Svinin» inclouen Black People's Prayer Meeting, Deck Life on One of Fulton's Steamboats i Morning in Front of Arch Street Meeting House, que representava quàquers amb les seves millors gales. La «cartera Svinin» és ara propietat del Museu Metropolità d'Art de Nova York. Encara que prèviament va ser atribuïda l'obra a Svinin, les aquarel·les són en general atribuïdes a Krimmel. Les obres de Krimmel encara es reprodueixen en llibres de text, obres històriques i revistes. Dia de les eleccions de 1815, és potser, la seva pintura més coneguda, i que millor il·lustra la capacitat del pintor en individualitzar la multitud amb observacions humorístiques.

## Galeria de les aquarel·les en el Museu Metropolità d'Art

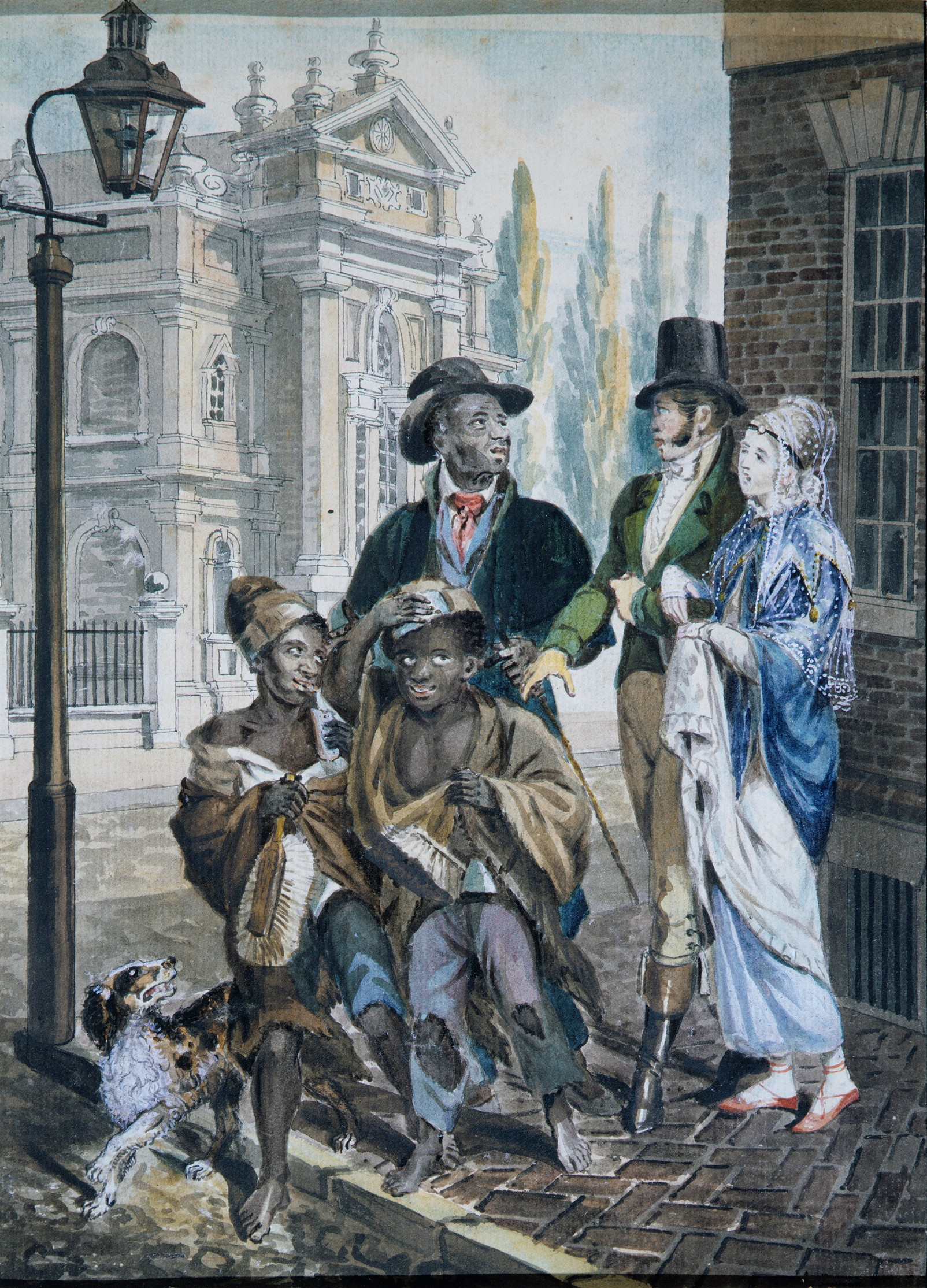
"Worldly Folk" Questioning Chimney Sweeps and Their Master before Christ Church, Philadelphia
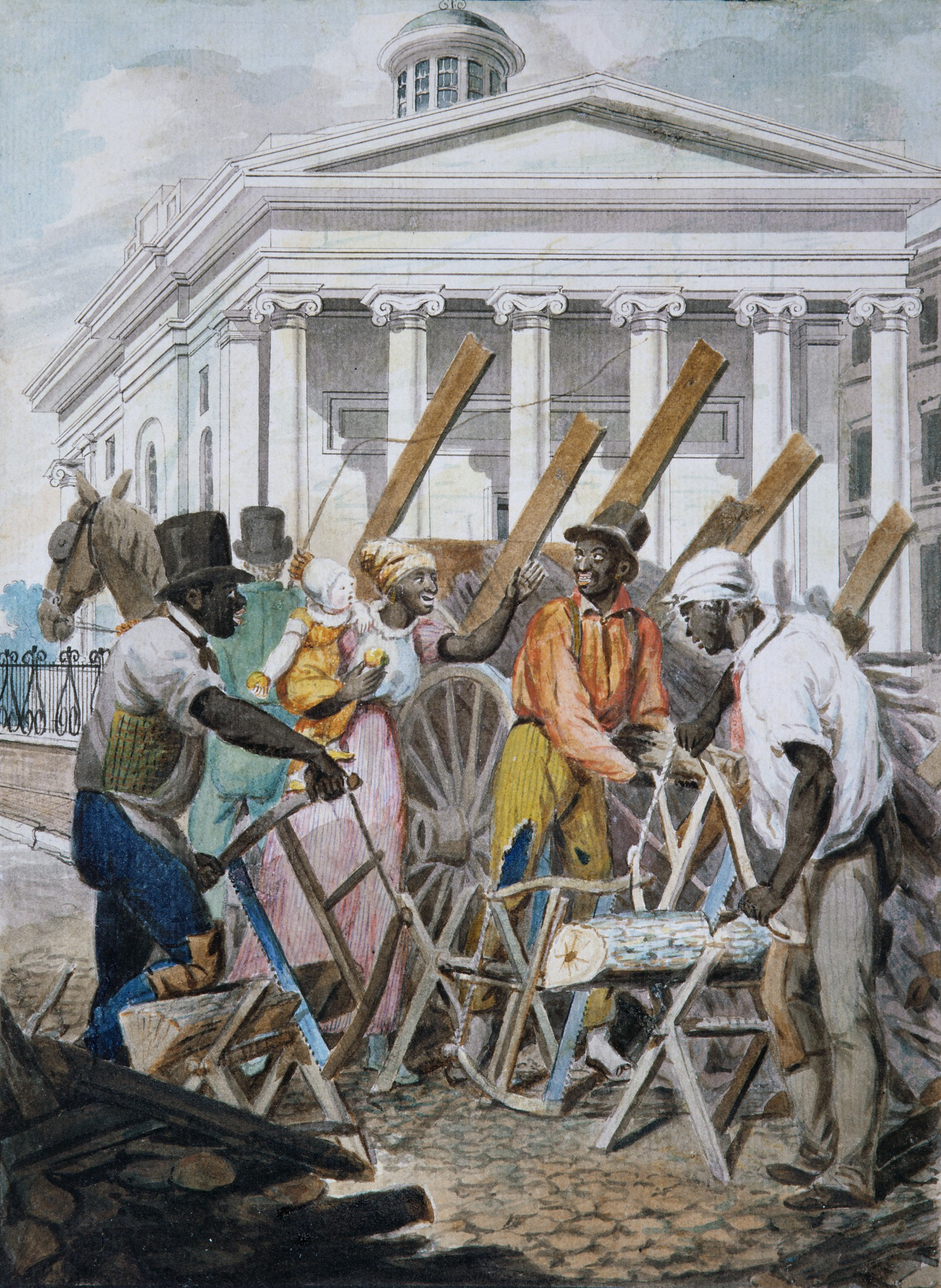
Black Sawyers Working in front of the Bank of Pennsylvania, Philadelphia
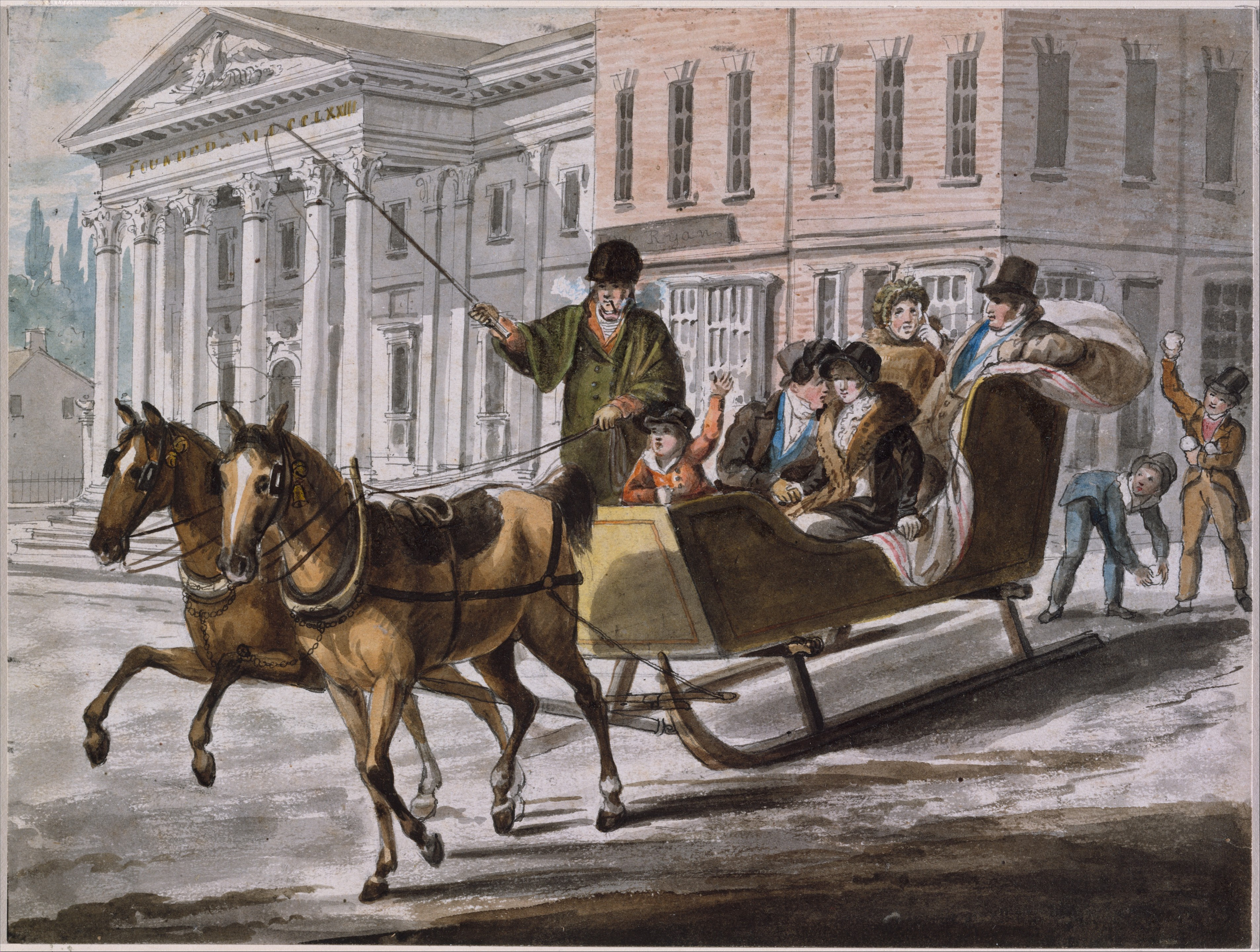
Winter Scene in Philadelphia—The Bank of the United States in the Background
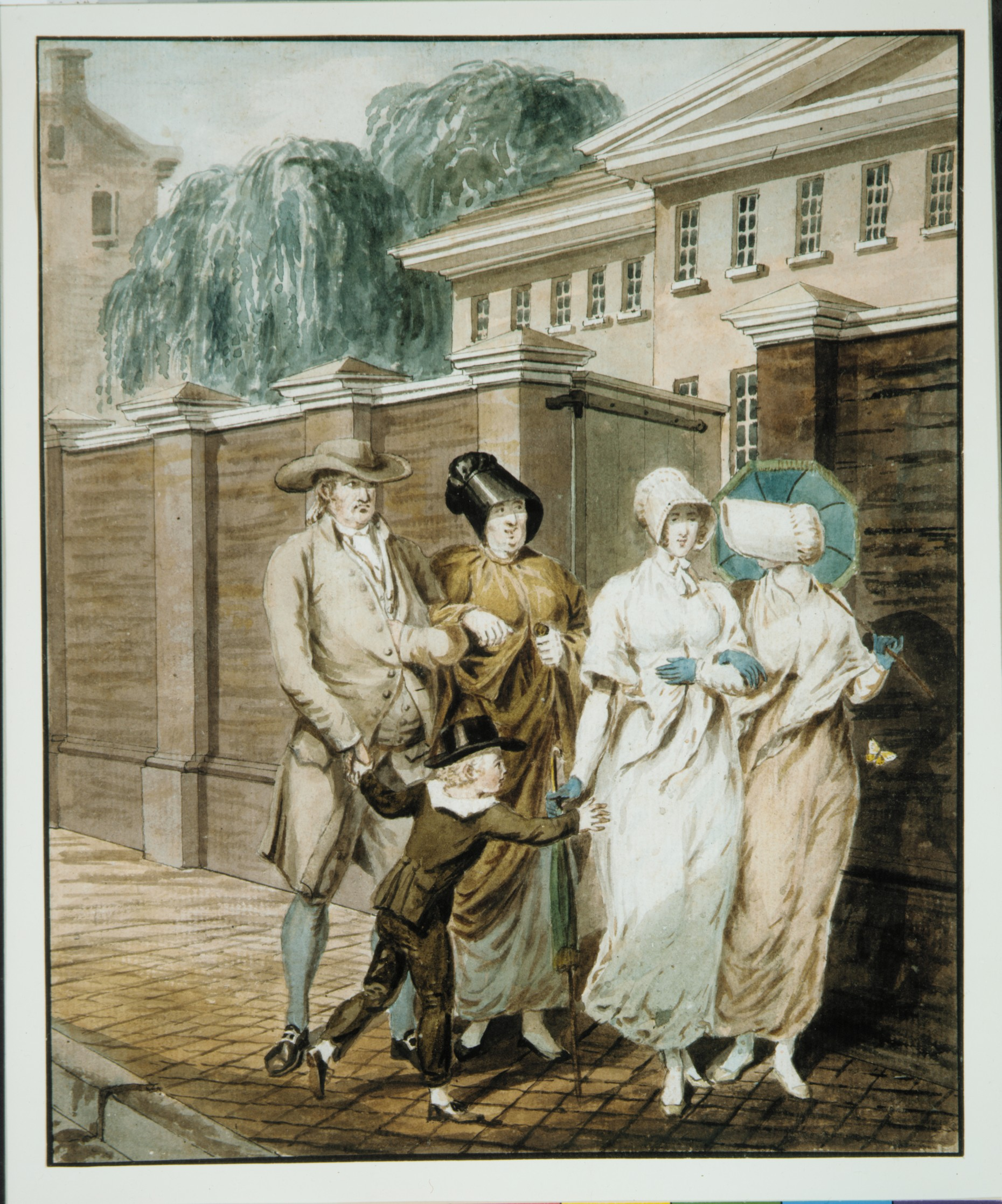
Sunday Morning in front of the Arch Street Meeting House, Philadelphia
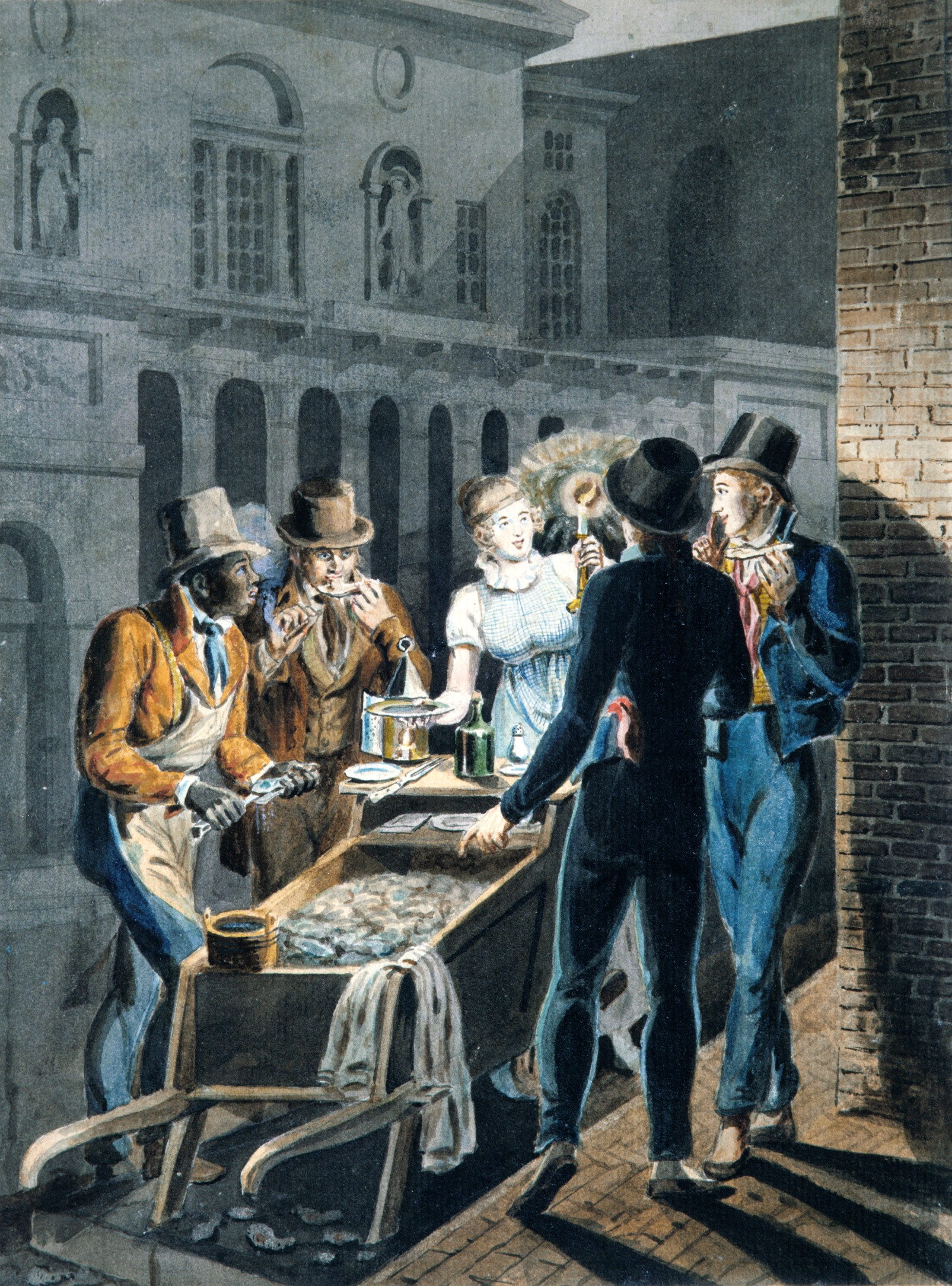
Nightlife in Philadelphia—an Oyster Barrow in front of the Chestnut Street Theater
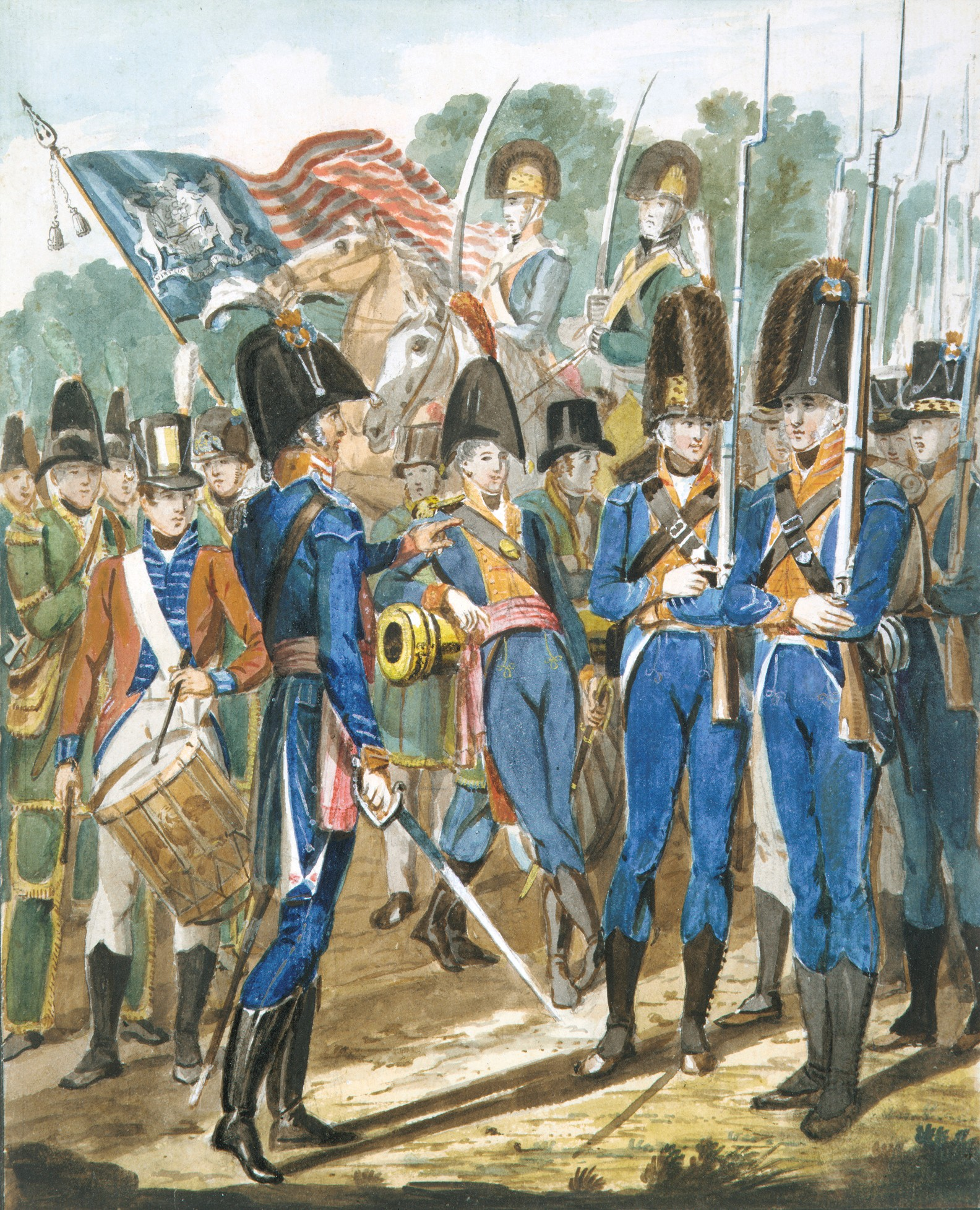
Members of the City Troop and Other Philadelphia Soldiery
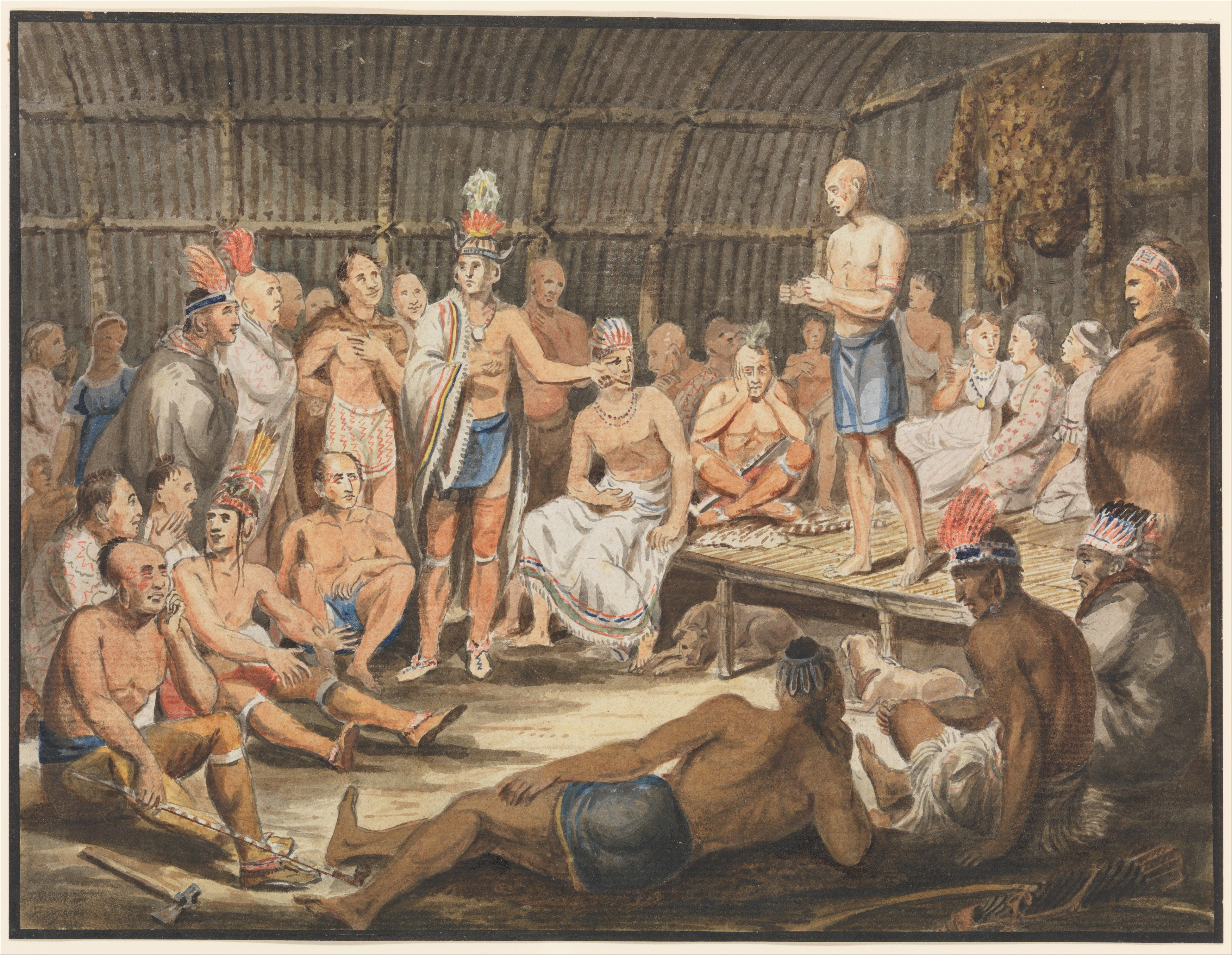
Exhibition of Indian Tribal Ceremonies at the Olympic Theater, Philadelphia
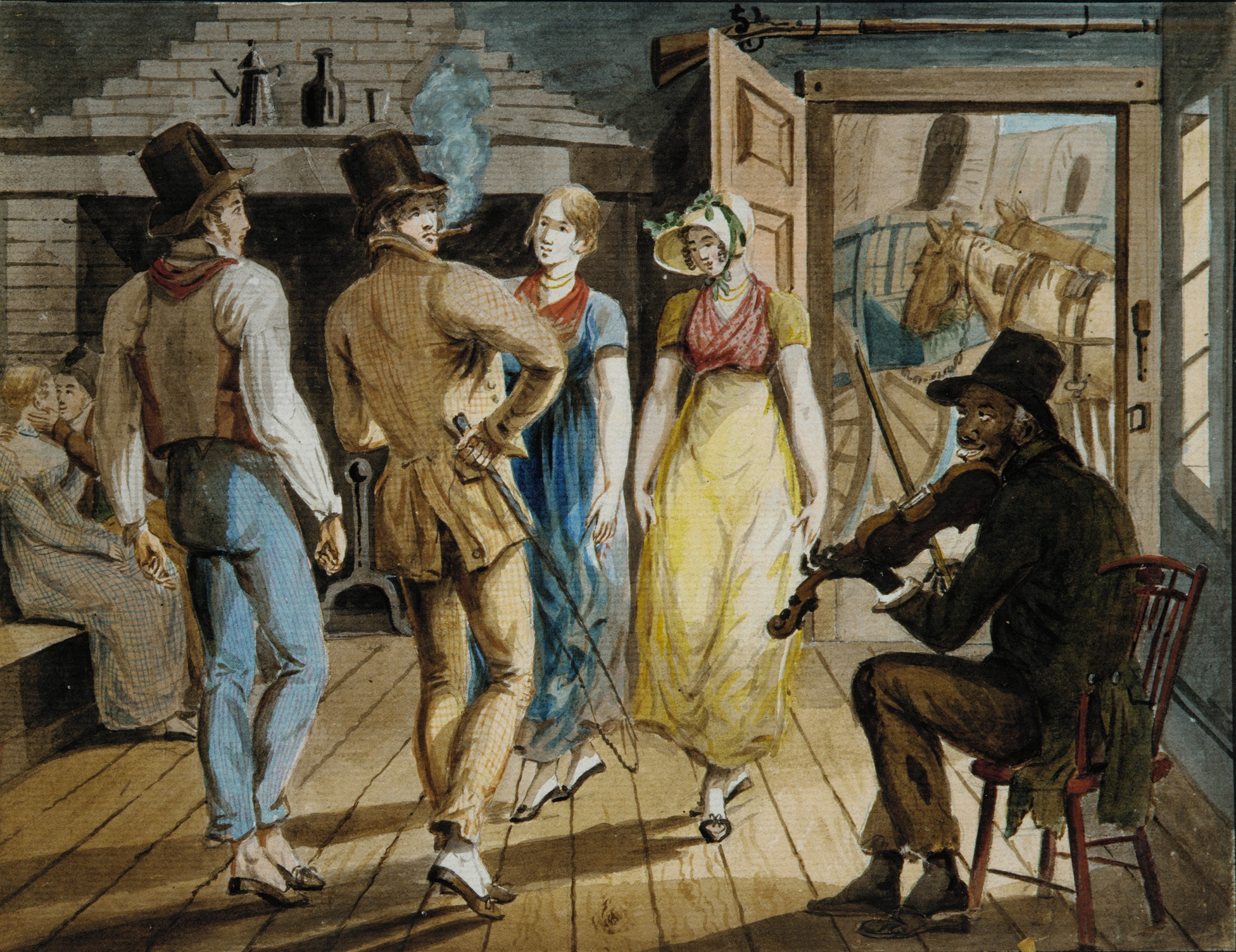
Merrymaking at a Wayside Inn